# Republicanismo

La libertad guiando al pueblo (Eugène Delacroix), alegoría republicana de la libertad y su lema Liberté, égalité, fraternité.

El republicanismo es una ideología y una  teoría política que postula gobernar una nación como una república, es decir, como una «cosa pública» o un asunto que compete a toda la ciudadanía y no solo a una determinada clase social o a unas élites. El republicanismo, como ideología, es radicalmente antidespótico y opuesto a la monarquía, a la aristocracia, la oligarquía y la dictadura. Busca también un sistema político que protege la libertad y especialmente se fundamenta en el derecho, en la ley como expresión de la voluntad soberana del pueblo y a la que no puede sustraerse nunca un gobierno legítimo. Como teoría política, el republicanismo propone y defiende la república como el modelo de gobierno óptimo para un Estado. En sentido estricto, la república se define naturalmente en oposición a la otra forma actual de gobierno en los países occidentales: la monarquía.
Se ha escrito mucho sobre qué tipos de valores y comportamientos deben tener los ciudadanos de una república para su desarrollo y éxito; se suele hacer énfasis generalmente en la participación ciudadana, valores cívicos y su oposición a la corrupción.
En principio, la noción de república en cuanto forma de gobierno no es en sí misma sinónimo de democracia, al menos en el sentido dado al término en la Edad Contemporánea. Han existido repúblicas autoritarias y despóticas. Pese a apoyarse en el principio hereditario para la designación de la Jefatura del Estado, una monarquía puede ser considerada democrática en la medida en que los miembros de los poderes legislativo y ejecutivo sean elegidos directa o indirectamente por voluntad popular.

## Elrepublicanismoen la teoría política

El gorro frigio, usado como símbolo del republicanismo desde el.

El término republicanismo hace referencia a una corriente de pensamiento político surgida en algunas municipalidades italianas de la Edad Media que confirió nuevo sentido a las tradiciones ciudadanas griegas y romanas, animó gran parte de los debates políticos de la Inglaterra de los siglos XVII y XVIII, influyó sobre los padres fundadores de la independencia estadounidense y, tras casi dos siglos de discreto silencio, ha llegado hasta nuestros días como soporte de los clásicos ideales del vivere libero. El republicanismo —en su dimensión doctrinal ajena a las formas de gobierno y a su contraposición con la monarquía— es un programa de investigación de las decisiones políticas, no una receta trazada de una vez por todas.
En la concepción republicana de la política resulta crucial el concepto de la virtud cívica. Esta noción, elaborada desde Tucídides, Aristóteles y Cicerón hasta Maquiavelo, persiste en el republicanismo moderno, desde Montesquieu, Rousseau y los padres de la Constitución norteamericana hasta hoy. Sin hacerse ilusiones sobre la virtud del hombre, comprenden, aristotélicamente, que es menester confiar en el ciudadano medio, trabajador y honrado, que hace posible la ciudad y la práctica política.
La tradición republicana no es contradictoria con los principios liberales, sino que los complementa y potencia mediante una participación ciudadana efectiva. [cita requerida] Para ello, es preciso reforzar ciertos elementos, todavía muy débiles, de las democracias representativas que predominan en la actualidad: fomentar una cultura cívica más robusta, alcanzar una mayor igualdad social y organizar unas instituciones políticas que aumenten la calidad de la participación, en especial mejorando los mecanismos de deliberación a efectos de adoptar las decisiones políticas más adecuadas a los intereses de todos. Según la visión de Aristóteles en La Política, una república es un sistema mixto entre las formas ideales de la democracia y la oligarquía.

## Elrepublicanismocomo movimiento en las monarquías contemporáneas

### Republicanismo en España

Bandera de la II República para uso civil (sin escudo).

Tras dos experiencias frustradas (1873-1874 y 1931-1939), en España se experimenta en los últimos años un renovado interés por el republicanismo, interés que se plasma en una cierta revitalización de los movimientos en favor de la reinstauración de la República como forma de Estado. Una muestra de este movimiento es el surgimiento de plataformas como Ciudadanos por la República o la creciente alusión al republicanismo por parte de partidos como Izquierda Unida y partidos minoritarios, generalmente de izquierdas, así como por parte de partidos independentistas tales como Esquerra Republicana de Catalunya. Una encuesta realizada en 2007 apunta que un 69% de la población está a favor de la continuidad de la monarquía frente a un 22% que opta por la república. Otra encuesta de Sigma Dos de 2008 afirma que un 57,9% de la ciudadanía española se muestra indiferente en el momento de elegir a favor de la monarquía o la república. Un 16,2% dice sentirse republicano, un 15,7% se declara monárquico y un 7% afirma ser juancarlista. En diciembre de 2013 Sigma Dos realizó una nueva encuesta y esta vez el porcentaje de personas que apoyaban la monarquía como forma de Estado para España bajó por primera vez del 50%, quedándose en 49,9%, mientras que el de los que abogaban por cambiar el sistema subió hasta un 43,3%.

### Republicanismo en Japón
En Japón el Partido Comunista de Japón siempre ha mantenido una posición contraria a la monarquía nipona.También es notable la lucha de otros partidos minoritarios en Japón. De todas formas, este movimiento no ha cuajado en la sociedad nipona, a diferencia de lo ocurrido en España, e incluso en el PCJ, que aceptarían la figura del emperador si fuera simbólica.

### Republicanismo en Oriente Medio y en el mundo musulmán

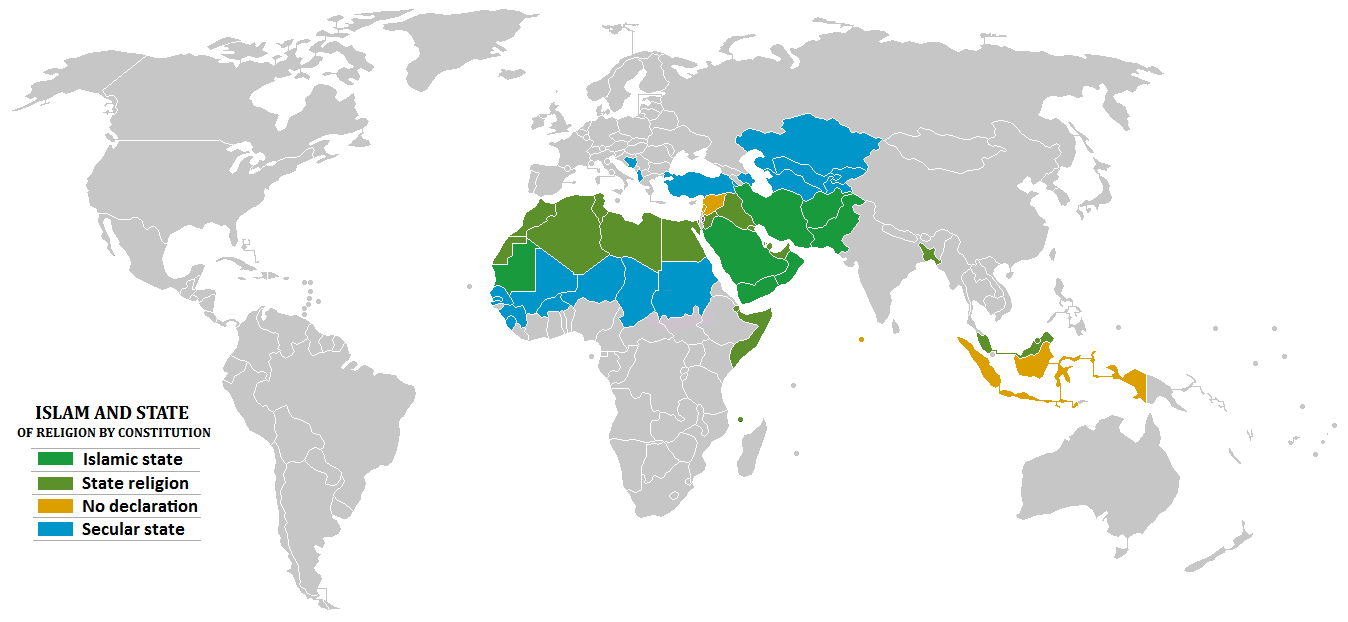
Países con constitución islámica.

En Oriente Medio, en concreto en los países que son una monarquía absoluta como Arabia Saudí, siempre ha habido una opción republicana, aunque esta opción presenta un perfil diferente al occidental. En estos países, la república por la que se aboga está impregnada por el Islam y tiene ya expresión en Estados como Irán. Paradójicamente, en Irán existen movimientos de base que cuestionan la república islámica por su carácter autocrático y propugnan, en cambio, un republicanismo de corte occidental. En el resto del mundo musulmán, son los partidos musulmanes más extremistas los que luchan por una república islámica, y los partidos menos radicales los que abogan por una república occidental. En el caso de Arabia Saudí, hay un resurgimiento del republicanismo occidental, que se ha visto influido por el auge del movimiento feminista en este país, coincidiendo con la reclamación de derechos para las mujeres. Pese a la postura de las autoridades saudíes, la influencia occidental se hace así evidente.

### Republicanismo en la Mancomunidad de Naciones
Luego de lograr su autonomía o independencia, varias de las antiguas colonias del Imperio británico se han mantenido como súbditas de su corona, siendo en la actualidad 15 los países (excluyendo al propio Reino Unido) que han retenido al monarca británico como su jefe de Estado. Por otro lado, algunos estados que fueron Reinos de la Mancomunidad se convirtieron luego en repúblicas, tales como Irlanda, India, Malta, Guyana, Fiyi y Sudáfrica. 

#### Republicanismo en Australia
Recientemente se ha debatido en Australia sobre la validez de su lealtad a la Corona británica, teniendo lugar en 1999 un referéndum que trataba la propuesta de convertirse en república presidencialista. La proposición se vio rechazada por una mayoría simple (el 55% de votos en contra). Sin embargo, este dilema se ve también influenciado por el debate nacional que hay en torno a la bandera australiana.

#### Republicanismo en el Reino Unido

Bandera propuesta para la «República Británica» usada por el Cartismo.

En el Reino Unido existió entre 1649 y 1660 la única experiencia republicana del país denominado como Mancomunidad de Inglaterra hasta la restauración de la monarquía de Carlos II.
En la política actual británica, ninguno de los tres partidos mayoritarios posee una política republicana. Sin embargo, existen miembros del parlamento que están a favor de la abolición de la monarquía, pertenecientes normalmente al partido Laborista.
La encuesta realizada por Ipsos MORI en el año 2006 indica que el 18% de los británicos están a favor de una república, con el 72% que eligen la monarquía y un 10% del que no sabe o no contesta. En otra encuesta efectuada entre los lectores de los periódicos The Guardian y The Observer en el 2009, se refleja como medida radical la abolición de la monarquía para un 54% de los encuestados, aunque solo el 3% lo ve como una prioridad.

### Republicanismo en Suecia
En Suecia, un importante promotor del republicanismo es la Asociación Republicana, que aboga por la abolición de la monarquía en Suecia.